# Lance Hunter
Lancelot „Lance“ Hunter je fiktivní postava, která se objevuje v komiksech vydaných společností Marvel Comics. Poprvé se objevil v komiksu Captain Britain Weekly #19 (16. února 1977). Hunter se objevil i v seriálu Agenti S.H.I.E.L.D., kde ho hrál Nick Blood.
Postavu vytvořil spisovatel Gary Friedrich a Herb Trimpe.

## Fiktivní biografie (seriál)
Lance Hunter byl poručík SAS, později se stal žoldákem, ale po rozpadu S.H.I.E.L.D.u se připojil ke Coulsonovému týmu na žádost Coulsona a na doporučení jeho bývalé manželky Bobbi Morseové. Navzdory bouřlivému vztahu s Morseovou se Hunter stává oficiálním agentem S.H.I.E.L.D.u. Riskuje svůj život, když zachraňuje Morseovou, ale ta pro něj schytá kulku. Po incidentu v Rusku, ze kterého se téměř stal atentát na předsedu vlády Olshenka, se Hunter a Morseová rozhodli opustit S.H.I.E.L.D., aby ochránili Coulsona a jeho tým. Hunter pokračuje v žoldnéřské práci.  
V páté sérii se objeví znovu, když pomáhá Fitzovi dostat se ze zajetí generálkou Haleovou, zatímco se vydává za právníka. Pomůže Fitzovi dostat se za Enochem, Chronicomem který transportoval Coulsonův tým do budoucnosti.

## Fiktivní biografie (komiks)
Poté, co byl odhalen Tod Radcliffe, který tajně pracoval pro Red Skulla, vůdce Hydry, Lance Hunter se nabídl namísto něho na pozici ředitele S.T.R.I.K.E.u. Agenti S.T.R.I.K.E.u a S.H.I.E.L.D.u společně sledovali nacistické aktivity Red Skulla. Když vyšlo najevo, že Red Skull unesl britského předsedu vlády a připravil bombu na Londýn, která měla být odpálena o půlnoci, Hunter s pomocí Furyho, Kapitána Británie a Kapitána Ameriky, zastavili bombu, která byla umístěna na minutovou ručičku Big Benu, a zmařili tak Red Skullovy plány.
Hunter pomohl Kapitánovi Británii při zajetí padoucha Lorda Hawka, ale musel ho zraněného odvést do ústředí S.T.R.I.K.E.u aby se mohl vzpamatovat. Zatímco byl Kapitán fyzicky v základně, jeho duch bojoval s monstrózním obrem. Zranění utrpěná v této duchovní říši se přenesla do fyzického těla Kapitána, proto Hunter nařídil lékařům, aby pokračovali v záchraně. Když Hunter připustil porážku u lůžka bezvládného těla Kapitána Británie, Kapitán se vrátil do skutečného světa a opustil základnu.
Když byl S.T.R.I.K.E. rozpuštěn, Hunter získal hodnost komodora a informoval britské nadlidi o podrobnostech britského zákona o nadlidské registraci. Po invazi Skrullů na Zemi a odhalení, že tehdejší předseda JIC byl ve skutečnosti Skrull, stal se Hunter novým předsedou JIC.
Když byl Mys-Tech poražen, kvůli nedostatku MI-31, nechal při úklidu mimozemských věcí hlavní velení S.H.I.E.L.D.u. Zároveň schválil úplné vyloučení MI-13, což rozzuřilo Peta Wisdoma.